# Eysus
 Eysus  (en occitano Eisús, en euskera Isuazi) es una población y comuna francesa, en la región de Aquitania, departamento de Pirineos Atlánticos, en el distrito de Oloron-Sainte-Marie y cantón de Oloron-Sainte-Marie-Est.

## Demografía
| 902 | 919 | 905 | 1 105 | 927 | 1 273 | 918 | 915 | 822 | 750 | 752 | 710 | 673 | 666 | 672 | 590 | 540 | 482 | 492 | 479 | 413 | 391 | 386 | 402 | 345 | 320 | 358 | 347 | 483 | 572 | 562 | 612 | 663 |
| Para los censos de 1962 a 1999 la población legal corresponde a la población sin duplicidades (Fuente: INSEE [Consultar]) |     |     |       |     |       |     |     |     |     |     |     |     |     |     |     |     |     |     |     |     |     |     |     |     |     |     |     |     |     |     |     |     |

## Economía
La principal actividad es la agrícola (ganadería, policultivo y pastos).